# Der Sterngucker
Der Sterngucker (Stjärnkikaren) är en operett i tre akter med musik av Franz Lehár och libretto av Fritz Löhner-Beda och Alfred Maria Willner. Den hade premiär den 14 januari 1916 på Theater in der Josefstadt i Wien.

## Historia
Operetten Der Sterngucker blev en stor besvikelse för Lehár. Den togs inte emot väl av publiken och lades ned efter 79 föreställningar. Under hela år 1916 omarbetade han verket. Flera av musiknumren ströks och ersattes av nya. Många av de ursprungliga numren gick därmed förlorade. En del finns bara som klaverutdrag. Inte heller den ursprungliga texten finns kvar, utan Alfred Maria Willner omarbetade även librettot. Den 27 september 1916 hade sedan den nya versionen premiär på Theater an der Wien. Inte heller denna andra version slog an. Mitt under Första världskriget längtade publiken efter avkoppling och stora dansoperetter, och Der Sterngucker var ingetdera. Då passade Emmerich Kálmáns Csárdásfurstinnan och Leo Falls Die Rose von Stambul betydligt bättre. Den av succéer vane Lehár måste därför 1916 vänja sig vid en kortvarig motgång. Till och med när han senare blickade tillbaka på sina många framgångsrika verk kunde han inte komma misslyckandet med Der Sterngucker. 1923 försökte han med ännu en misslyckad ombearbetning av verket med titeln Libellentanz och 1926 kom en komplett ny version med titeln Gigolette. Endast den i Milano (27 september 1922) uppförda italienska versionen med La danza delle libellule vann genklang hos den italienska publiken och höll sig uppe på repertoaren ett helt år. I Tyskland däremot föll operetten mer eller mindre i glömska. Endast sången Und der Herrgott lacht, weils ihm Freude macht från urversionen överlevde i Lehárs operett Schön ist die Welt med den nya texten Liebste glaub an mich som Richard Tauber gjorde berömd.

## Personer
- Franz Höfer, astronom (tenor)
- Kitty Höfer, hans syster (sopran)
- Lilly Moos, Privatskolelev (sopran)
- Paul von Rainer, Baron och arkitekt (tenor)
- Nepomuk, Höfers tjänare (baryton)
- Isolde (mezzosopran)
- Herr Popper, Herr Moos, Herr Rahmberger
- Mizzi (sopran)
- Fru Popper (sopran)
- Fru Rahmberger (mezzosopran)
- Fru Moos (mezzosopran)

## Handling
Den unge astronomen Franz har efter föräldrarnas död låtit sin syster Kitty bo på en privatskola. När han ska besöka den väntar Kitty och hennes tre väninnor ivrigt på honom. De flirtar alla med honom tills han verkar vara förlovad med dem alla. En av flickorna avvisar en gammal friare som i alla fall verkar mer intresserad av Kitty ändå. Men när flickornas föräldrar låter en privatdetektiv undersöka Franz finansiella bakgrund uppstår problem. Det krävs lite "kvinnlig list" för att får ned stjärnskådaren på jorden och till altaret.

## Musiknummer
En CD-inspelning med Der Deutschen Kammerakademie Neuss under ledning av Johannes Goritzki gjorde på skivmärket CPO. Medverkande var bland andra: Lothar Odinius, Claudia Rohrbach, Hanna Dora Sturludottir, Robert Wörle och Markus Köhler. Följande nummer återfinns på den inspelningen:
- Introduktion: Romans: Still ruht wie gebannt
- Libellentanz: Senkt sich mild der Abend nieder
- Duett: Grüß Dich Gott bleib gesund
- Ein Sommertag am leuchtenden Meer (Endast piano, inlag från urversionen)
- Duett: Mein Fräulein ich kann es nicht sagen
- Valsterzett: Du, Du, Du
- Duett: So müßt meine Liebste sein
- Final I
- Duett: Nur Dir, Dir will ich Alles ein
- Terzett: Muß den jeder gleich ein Ehemann sein
- Sång: Lieber guter Teddy Bär
- Kvartett: Bitte sich nur zu bedienen
- Sång: Sterngucker nimm Dich in Acht
- Sång: Mein Herz ist wie der junge Mai
- Final II
- Sång: Josefine, Josefine
- Terzett: Meist ist entzückt doch der Bräutigam
- Kvartett: Wie auf Rosen die Falter kosen
- Reminiscens: Ja das Scheiden
- Final III